# Lasasina
Lasasina (vitryska: Ласасіна) är ett vattendrag i Belarus.   Det ligger i voblasten Vitsebsks voblast, i den nordöstra delen av landet, 220 km nordost om huvudstaden Minsk.